# David van Voorst Evekink
David van Voorst Evekink, nizozemski general, * 1890, † 1950.
Med drugo svetovno vojno je bil: vojaški ataše v Franciji (1939-40) in poveljnik Kraljeve nizozemske brigade Princesa Irena (1941-45)Po vojni je bil v letih 1945-50 vojaški ataše v Združenem kraljestvu.